# Escurial
Escurial – gmina w Hiszpanii, w prowincji Cáceres, w Estramadurze, o powierzchni 100,71 km². W 2011 roku gmina liczyła 876 mieszkańców.